# Celonites wheeleri
Celonites wheeleri är en stekelart som beskrevs av Brauns 1905. Celonites wheeleri ingår i släktet Celonites och familjen Masaridae. Inga underarter finns listade.